# 佛濟寺摩崖造像
佛濟寺摩崖造像位於四川省資陽市安岳縣來鳳鄉堪樂村十組，造像刻在黃桶坡西面山腰的崖壁和石包上，共有金窟29個，造像69尊，石塔1座，碑刻題記4通。石窟開鑿於清代。金窟以方形平頂盆、方形敞口盒、弧形盒為主。造像內容以羅漢、十菩薩、七佛、天王、彌勒佛等為主，有光緒丙子年年號。其中第19號雲明寶塔，為4邊形單簷石塔。塔基邊長1.7米，寬1.3米，高o.3米，塔通高2.5米，庇殿式頂。塔身每面開盒刻一坐佛，正面盒內刻七祖坐像，通高0.55米，肩寬0.3米。盒左右兩側陰刻“雲明寶塔，七祖座禪”。塔身四面高浮雕龍現存13條，形象生動。佛濟寺摩崖造像是安岳縣規模較大，數量較多，雕刻精美，開盒造像題記時代明確的清代摩崖造像，對四川摩崖石刻藝術的傳承和摩崖石刻的分期斷代有參考價值，對研究當時四川民間宗教信仰其有重要意義。2012年7月16日公佈為第八批四川省文物保護單位。